# 피세이 파오
피세이 파오(Pisay Pao, 1984년 12월 1일 ~ )는 태국의 배우, 텔레비전 배우, 영화배우이다.
태국에서 태어났다.

## 방송
- Z 네이션 시즌2
- Z 네이션

## 영화
- Z 네이션 시즌2 (2015년)
- Z 네이션 시즌1 (2014년)
- 유어 럭키 데이 (2009년)
- 호울 트루스 (2009년)